# 海烏梅克
海烏梅克是波蘭的城鎮，位於該國南部，距離首府克拉科夫55公里，由小波蘭省負責管轄，面積8.31平方公里，2006年人口9,065。第二次世界大戰期間，納粹德國在1939年9月至1945年1月25日期間佔領該鎮。

## 外部連結
- Official town webpage （页面存档备份，存于）
- Jewish Community in Chełmek （页面存档备份，存于） on Virtual Shtetl

50°06′N 19°15′E / 50.100°N 19.250°E